# 宇宙のインフレーション

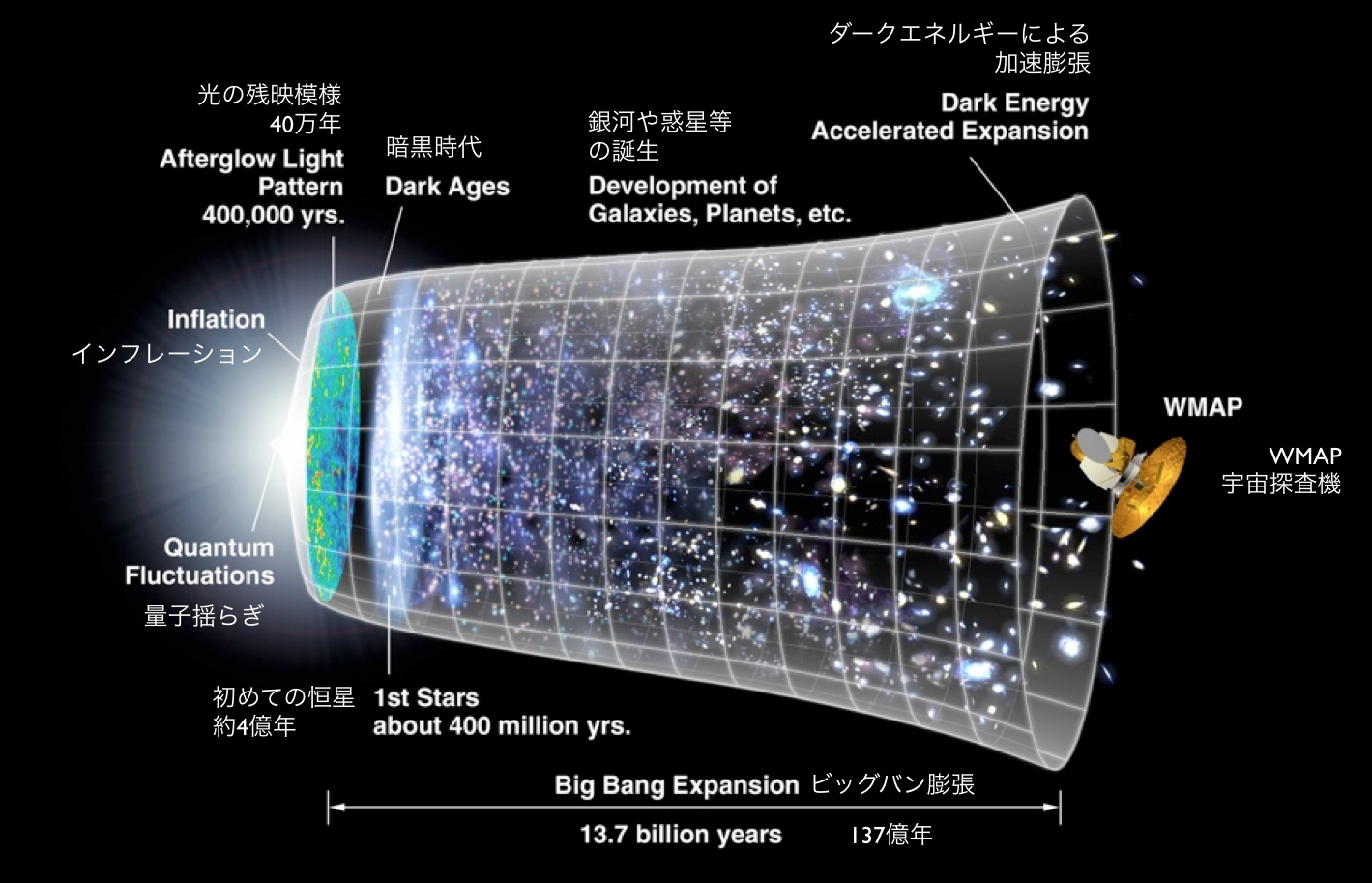
インフレーション期を経た宇宙膨張の概念図。図の左端に時空の計量の劇的な膨張が描かれている（2006年のWMAPのプレスリリースより翻訳）。

宇宙のインフレーション（、英: cosmic inflation）とは、初期の宇宙が指数関数的な急膨張（インフレーション）を引き起こしたという、初期宇宙の進化モデルである。ビッグバン理論のいくつかの問題を一挙に解決するとされる。インフレーション理論・インフレーション宇宙論などとも呼ばれる。この理論は、1981年に佐藤勝彦、次いでアラン・グースによって提唱された。インフレーションという命名は、宇宙の急膨張を物価の急上昇になぞらえたものである。

## 概要
インフレーション理論では、宇宙は誕生直後の10-36秒後から10-34秒後までの間に、エネルギーの高い真空（偽の真空）から低い真空（現在の真空）に相転移し、この過程で負の圧力を持つ偽の真空のエネルギー密度によって引き起こされた指数関数的な膨張（インフレーション）の時期を経たとする。
この膨張の時間発展は正の宇宙定数を持つド・ジッター宇宙と同様のものである。この急激な膨張の直接の結果として、現在我々から観測可能な宇宙全体は因果関係で結び付いた (causally-connected) 小さな領域から始まったこととなる。この微小な領域の中に存在した量子ゆらぎが宇宙サイズにまで引き伸ばされ、現在の宇宙に存在する構造が成長する種となった。このインフレーションに関与する粒子は一般にインフラトンと呼ばれる。

## 動機
インフレーションによって、1970年代に指摘されていたビッグバン宇宙論のいくつかの問題点が解決される。これらの問題の中には、観測される宇宙が極めて平坦であること（平坦性問題）、因果律的に結び付きを持たないほど大きなスケールにわたって宇宙が極めて一様であること（地平線問題）、多くの大統一理論 (GUT) のモデルで存在が予言されている空間の位相欠陥が全く観測されないこと（モノポール問題）などが含まれている。インフレーション理論の標準的モデルでは、宇宙が幾何学的に平坦であることや初期宇宙の原始密度ゆらぎがスケール不変であることを予言している。これらの予言は（WMAP などによる）宇宙マイクロ波背景放射の高精度の観測結果や（スローン・デジタル・スカイサーベイなどの）銀河サーベイ観測で得られた銀河分布のデータによって非常に良い精度で確かめられている。
インフレーション理論の最も単純なモデルは約1015GeVという大統一理論のエネルギー領域を扱うため、インフレーション理論は GUT スケールやそれに近い高エネルギー領域を扱う素粒子物理学にとっても重要である。1980年代には、インフレーションの元となる真空のエネルギーを生み出す場を大統一理論が予言する特定の場と関連付けたり、実際の宇宙の観測結果を用いて大統一理論のモデルに制限を与えようとする試みが盛んに行われた。これらの研究はほとんど成果を挙げることはなく、インフレーションを起こす真空のエネルギー密度を生み出すような粒子や場（インフラトン）の正体については謎のままである。インフレーション理論は主に、高温の初期宇宙の初期条件についての理論が詳細に予言する部分のみが理解されており、その背後にある素粒子物理学についてはアドホックなモデル化が行われているに留まっている。
インフレーションの時代の後には、初期宇宙の高温の放射を生み出した再加熱 (reheating) の時代が存在したはずである。この再加熱の原因についてはほとんど分かっていないが、最近ではインフレーションの終了期にインフラトンが他の粒子に崩壊する過程が共鳴的に起きたことで再加熱が起きたとするパラメータ共振モデルなどが提唱されている。
最近の宇宙マイクロ波背景放射の観測では、様々な競合理論よりもインフレーション理論をより強く支持する結果が得られている。インフレーションモデルに残されている理論的問題点の一つは、インフレーションを引き起こす場のポテンシャルを微調整しなければならないという点である。もしインフラトンが大きな真空のエネルギーを持つとすれば、その質量は小さく（またそのコンプトン波長は大きく）なければならない。しかし高エネルギー領域の物理学では数多くのスカラー場が存在すると考えられており、超弦理論に限っても、インフラトンやインフラトン場の候補となる粒子やスカラー場は数多く存在している。一方、現実世界で、スカラー場が見つかっていないことを考慮すれば、インフラトンの候補として必ずしもスカラー場に限定する必要はないのかもしれない。例えば、ゲージ理論に出現する多重項を実効的な「インフラトン」とするモデルも近年提唱されている。

## 機構
インフレーション理論が最初に提唱されて以来30年以上にわたって、インフレーションのモデルは理論的な困難を解消し、宇宙論的観測の結果と適合するように発展してきた。今日でも宇宙論研究者と素粒子物理学者はインフレーションについて新たなアプローチを提案し続けている。しかしこれまでに提唱されたモデルには全て、フリードマン方程式の解として指数関数的な膨張をする時代が共通して存在する（例外として、クインテッセンスによるインフレーションを考えるモデルでは膨張は多項式的膨張になる）。熱平衡状態にある宇宙について基本的な仮定を用いるだけで、ほぼ全てのモデルでインフレーションの枠組みが導かれる。実際、初期宇宙に関して起こりうる全ての宇宙論的シナリオを集めた場合、インフレーション時代を経ないシナリオはその中でごくわずかである。以下ではこれまでに提唱された最もよく知られたインフレーションモデルの歴史的発展について述べる。

### 前段階のインフレーション理論
一般相対性理論の黎明期に、アルベルト・アインシュタインは物質の均一な密度を持つ三次元球体の静的宇宙解を許す宇宙定数（宇宙項）を導入した。少し後に、ウィレム・ド・ジッターは、高い対称性を持つ膨張宇宙を見出した。この宇宙は正の宇宙定数(宇宙項)を持つ。アインシュタインの解は不安定であり、もし小さなゆらぎがあれば、それは最終的にド・ジッターの解に変化することが発見された。
1970年代初頭、ヤーコフ・ゼルドビッチはビッグバン宇宙論の深刻な平坦性問題および地平線問題に気が付いた。彼の研究以前の宇宙論は、純粋に哲学的な地面上で対称性が存在していることを仮定していた。ソ連では、BelinskiおよびKhalatnikovが相対性理論におけるカオス的なBKL特異点を分析を導いた。Misnerのミックスマスター宇宙は、このカオス的な振る舞いを使って宇宙論の問題を解決することを試み、限定的には成功を収めた。
1970年代後半、シドニー・コールマンはアレクサンドル・ポリャコフと同僚たちによって場の量子論における偽の真空の発展を研究するために開発されたインスタントンの技法を導入した。統計力学における準安定相（例えば、凝固点以下または蒸発点以上の水の状態）と同様に、量子場が遷移（相転移）を起こすためには、新しい真空、新しい相の十分に大きい泡を核とする必要がある。コールマンは、真空の崩壊（真空の相転移）についての最もありそうな崩壊経路を発見し、単位体積あたりの寿命の逆数を計算した。彼は最終的に重力効果が重要であろうことに気付いたが、その効果を計算して宇宙論の結果へ適用することはしなかった。
ソ連ではアレクセイ・スタロビンスキーが、一般相対性理論のエネルギー運動量テンソルに寄与する量子補正から導かれる指数関数的膨張宇宙のモデルに初めて到達した。彼は、初期宇宙においては一般相対性理論への量子補正が重要で、それはアインシュタイン＝ヒルベルト作用への曲率二乗補正を一般的に導くはずだと考えた。この曲率二乗項の存在の下でのアインシュタイン方程式の解は、曲率が大きい時、有効宇宙定数を導くことができる。このため彼は、初期宇宙はインフレーション期に指数関数的に急激な膨張を起こすド・ジッター相へ一次相転移すると提唱した。これは宇宙論の問題を解決し、宇宙背景放射への補正に関する特定の予測を導くものであった。この補正は少ししてからすぐに詳細に計算された。
1978年、ゼルドビッチはモノポール問題について考察した。これは地平線問題の非曖昧な定量的バージョンであり、当時の素粒子物理の流行の一分野であった。ゼルドビッチのアイデアは、モノポール問題を解決するためのいくつかの思索的な試みを導いた。1980年、アメリカで研究していたアラン・グースは初期宇宙における偽の真空崩壊はこの問題を解決しうることに気が付き、スカラー場によって駆動されるインフレーションの提案へとつながった。

### 古いインフレーション
素粒子の大統一理論における一次相転移に基づいたインフレーションモデルは、佐藤とグースによって独立に提唱されたが、アレクセイ・スタロビンスキーは重力への量子補正によって宇宙の初期特異点を指数関数的に膨張するド・ジッター相に置き換えうることを議論し、真空偏極効果に基づくインフレーションモデルを提唱した。1980年10月、Demosthenes Kazanasは指数関数的膨張は粒子的地平面を除去することができるであろうこと、そしておそらく地平線問題を解決することを示唆した。1981年、佐藤勝彦は指数関数的膨張はドメインウォールを除去しうることを示唆した。さらに、Martin B. Einhornおよび佐藤は共著で、グースに先駆けて指数関数的宇宙膨張の論文を発表し、大統一理論に磁気単極子が多量に現れる問題を解決しうることを示した。彼らはそのようなモデルは宇宙定数のファインチューニングを必要とすることだけでなく、非常に粒度の細かい宇宙 (granular universe)、例えば、泡の壁の衝突から生じる大きな密度の変動を導きやすいことを結論付けた。
大統一理論の一次相転移に基づいた佐藤とグースのモデルでは、誕生直後の宇宙は偽の真空と呼ばれる状態にあったとされる。偽の真空の状態にある宇宙は厳密にド・ジッター宇宙の膨張則に従う。このモデルでは、インフレーションの終わった領域が真の真空の「泡」の核生成として宇宙の中に作られる一方、残りの領域ではインフレーションが続く。このような泡同士が衝突すると、泡の壁が持つ莫大なエネルギーが粒子に変換され、これがビッグバン初期宇宙に存在する高温の放射や物質粒子となる。この過程は再加熱と呼ばれる。インフレーションが続いている巨大な背景領域では我々の宇宙と同様の新しい宇宙が絶えず生成され続ける。ここで、一般に重力相互作用のエネルギーは負であるため、正のエネルギーを持つ宇宙が新しく生成されてもエネルギー保存則は破られない。このようにして熱力学第一法則（エネルギー保存則）と熱力学第二法則（時間の矢の問題）の両方がうまく回避される。グースはこのことからインフレーション宇宙を「究極の無料ランチ」であると形容している。
このモデルでは、初期宇宙が冷却するにつれて、宇宙は高エネルギー密度の偽の真空（これは宇宙定数に酷似している）の内に捉えられたとする。最初期の宇宙が冷却されるにつれ、宇宙は準安定状態（過冷却されている）の内に捕捉され、量子トンネルを経由して泡形成の過程を通ってのみ崩壊しうる。真の真空の泡は自発的に偽の真空の海の中で形成し、すぐさま光速で膨張を始める。グースは、このモデルは適正に再加熱しないため問題があることを認識した。泡が核生成したとき、それらはどんな放射も生成しない。放射は泡の壁の間の衝突内でのみ生成される。しかし、インフレーションが初期条件問題を解決するのに十分長く存続するなら、泡の間の衝突は非常に稀になる。どんな因果的な宇宙の区画内でも、ただ一つの泡が核生成する。
しかし、この一次相転移モデルは以下の点でうまくいかない。すなわち、標準ビッグバン理論の問題を解決できるほど十分にインフレーションが進行することを保証するためには、真の真空の核生成率は非常に小さくなければならないが、核生成率が小さいと泡同士の衝突が起こらず、再加熱過程が働かないことになる。なぜなら泡の間にある（インフレーションが依然として進行している）空間は非常に速く膨張するため、泡同士の距離は泡自身の成長速度よりも速く広がってしまうからである。よって、偽の真空の崩壊によって放出されるエネルギーは全て泡の壁の運動エネルギーとして使われる一方、高温のビッグバンに必要なエネルギーが泡の衝突によって全く供給されず、いつまで経っても火の玉宇宙の時代に移行しないことになる。この問題は「華麗な退場の問題 (graceful exit problem)」と呼ばれ、一次相転移モデルは現在では古いインフレーション (old inflation) と呼ばれる。

### ゆっくり転がるインフレーション
佐藤とグースの論文が発表された翌1982年、アンドレイ・リンデ、およびアンドレアス・アルブレヒトとポール・スタインハートのグループはそれぞれ独立に、新しいインフレーション (new inflation) またはゆっくり転がるインフレーション (slow-roll inflation) と呼ばれるモデルを提唱した。これによって泡の衝突問題は解決されることになる。古いインフレーションでは、インフレーションの元となるスカラー場があるポテンシャルの極小値に停留した状態からトンネル効果でポテンシャル障壁を越えて転がり落ちる過程としてインフレーションがモデル化されるが、新しいインフレーションモデルでは、古いインフレーションに比べてポテンシャルの形が極小を持たないほぼ平坦な形状になっており、このポテンシャルの上をスカラー場がゆっくりと転がり落ちるとされている。このモデルでは宇宙の膨張は近似的にド・ジッター宇宙になるだけで、ハッブル・パラメータは実際には減少する、すなわち膨張は減速する。古いインフレーションのド・ジッター宇宙では偽の真空の中に生まれるゆらぎのスペクトルは厳密にスケール不変になるが、新しいインフレーションでは近似的にスケール不変になるだけである。このことはすなわち、インフレーション中のポテンシャルに関する情報を、宇宙マイクロ波背景放射のゆらぎのスペクトル指数を測定することで原理的に引き出せることを意味している。ゆっくり転がるインフレーションでは、インフラトンのポテンシャルがほぼ平坦な領域の終端まで達するとインフレーションは終わり、ここからポテンシャルの傾きは（エネルギー密度に対して）増加して、転がり落ちる速度も増加する。これがこのシナリオでの再加熱過程で、ポテンシャルのエネルギー密度の値に応じてインフラトンとの相互作用によって火の玉宇宙の輻射や粒子が生成される。
このモデルでは、偽の真空状態のトンネルを抜け出る代わりに、インフレーションはスカラー場によってポテンシャルエネルギーの丘を転がり落ちて発生する。宇宙の膨張に比べて場が非常にゆっくり転がるとき（平坦なとき）、インフレーションが起こる。しかしながら、丘がより急になるとインフレーションが終わり再加熱が起こる。最終的に、新しいインフレーションは完全に対称的な宇宙は作り出さないが、インフラトン内に僅かな量子ゆらぎが生成されることが示された。これらの僅かなゆらぎは、後の宇宙において生成されるすべての構造にとっての根源的な種を形成する。これらのゆらぎは初めにソ連のViatcheslav MukhanovおよびG. V. Chibisovによってアレクセイ・スタロビンスキーの類似モデルを解析する中で計算された。インフレーションの文脈では、1982年にケンブリッジ大学における最初期の宇宙についての三週間のNuffieldワークショップで、それらはMukhanovおよびChibisovの仕事によって独立に解かれた。そのゆらぎは個別に解析を行った四つのグループによってワークショップの期間中に計算された。スティーヴン・ホーキング、アレクセイ・スタロビンスキー、アラン・グースおよびSo-Young Pi、およびジェームス・M・バーディーン、ポール・スタインハートおよびMichael Turnerのグループである。
新しいインフレーションは一般に永遠に続く。スカラー場は古典的にはポテンシャルを転がり落ちるだけだが、量子ゆらぎによって時にはポテンシャルの高い位置に再び戻される場合もある。これらの領域はインフラトンのポテンシャルエネルギーが低い領域に比べて非常に速く膨張する。したがって、いくつかの領域ではインフレーションが終わっても、インフレーションが続いている領域は指数関数的に成長するため、インフレーションが起きている領域の方が常に宇宙の大部分を占めることになる。このような、ある領域でインフレーションが終わっても量子力学的ゆらぎのために宇宙の大部分でインフレーションが持続するという定常状態は永久インフレーション (eternal inflation) またはカオス的インフレーション (chaotic inflation) と呼ばれ、アンドレイ・リンデによって最初に提唱された 。永久インフレーションが過去においても永遠かどうか、すなわち宇宙は無限の過去から続いているのかどうかについては疑わしいとする意見が多い  が、異論もある。そのため、このモデルが宇宙の初期条件の問題を解決できるかどうかは未解決である。無限の過去から続く永久インフレーションというモデルは、主流派宇宙論における定常宇宙論であると見ることもできる。なぜならこのモデルは完全宇宙原理を満たすからである。
新しいインフレーションの拡張として、ハイブリッド・インフレーション (hybrid inflation) と呼ばれる別のインフレーションモデルもある。このモデルでは新たなスカラー場を導入し、ある一つのスカラー場が通常のゆっくり転がるインフレーションに対応し、別の場がインフレーションの終了を引き起こす。すなわち、インフレーションが十分長く続くと、第二の場が非常に低いエネルギー状態に落ち込む確率が増え、これによってインフレーションが終わるというものである。

### その他のモデル
超弦理論や量子重力理論の文脈で示唆されているよく知られたアイデアの一つに、宇宙には我々が経験している3次元よりももっと多くの空間次元が、一例として、それが9次元空間だとすると、6次元のカラビ・ヤウ多様体のなかに巻き上げられてプランク長ほどの大きさで存在するが、宇宙は三つの空間次元のみでインフレーションを起こした、とするものがある。この理論は string gas cosmology と呼ばれ、ロバート・ブランデンバーガーとカムラン・ヴァッファによって提唱されている。この理論では、衝突する弦のトポロジー的な性質によって我々の宇宙には、余分の次元は、そのままプランク・スケールを保持し、三つの大きな拡がりを持つ次元が存在することになったことを示唆している。しかしこの理論の実用性については多くの疑問が投げかけられている。
その他、ブレイン宇宙論やエキピロティック宇宙論、サイクリック宇宙論、光速変動理論などがインフレーション理論の競合理論または発展理論として考えられている。

## 観測
観測の分野では現在、宇宙マイクロ波背景放射の観測精度を向上させることでインフレーションについてより多くの情報が得られるようになることが期待されている。特に、背景放射の偏光を高い精度で測定することによって、最も単純なモデルで予言されているインフレーションのエネルギースケールが正しいかどうかが明らかになる。また、原始ゆらぎのスペクトルを測定することで、我々の素朴なインフレーションモデルによって正しい原始ゆらぎが作れるかどうかが分かる。現状では、完全にスケール不変なスペクトルは最も単純なインフレーションモデルとは合わないと一般に考えられている（新しいインフレーションモデルではスペクトルに曲率が存在するため）。現在計画されているプランク衛星やクローバー計画、その他の地上からの宇宙マイクロ波背景放射観測実験でこういった測定が行なわれる予定である。2006年3月に発表された WMAP ミッションの観測データでは、インフレーション理論に対する最初の実験的検証結果が公表されている。WMAP の偏光データは最も単純なインフレーションモデルとよく一致している。
2014年3月、Background Imaging of Cosmic Extragalactic Polarization (BICEP) プロジェクトにより、宇宙マイクロ波背景放射のB-モード偏光の観測結果が発表された。インフレーションの際に存在した量子論的な時空の揺らぎが原始重力波として残り、その影響が宇宙の晴れ上がりに及び、宇宙マイクロ波背景放射に偏光をもたらしたという主張である。偏光はスニヤエフ・ゼルドビッチ効果のように、宇宙の晴れ上がり後に形成された天体の影響にもよってもたらされるため、プランク衛星などによる今後の詳細な観測およびその結果の解析が待たれる。2014年6月19日に観測チームが発表した論文によれば、観測結果は138億年前に生じた原始重力波と推定したが、宇宙全体に散らばるチリとして誤りであるとした。

## その後
グースのモデルを超弦理論や量子重力理論によって解明する流れが続いている。日本では、そのあとを受けて一般相対性理論の佐々木節などが研究を行い、とりあえず一般相対性理論的にはアインシュタインが彼の生涯最大の誤りとした、宇宙項に由来する可能性があるという数学的見解にて一致するところまで来ている。しかしながら、宇宙観測の結果、数十億年（40億年～60億年）前に始まったとする、第2次インフレーションの原動力さえも、未解決の問題として残っている。今後は、ライトバードや南極点衛星などによって、さらなる精密探査が行われることによって、この未解決の問題についての一定の見解が得られるのではないかと期待がもたれている。